# Kun Khmer
Kun Khmer (tiếng Khmer: គុនខ្មែរ [kun kʰmae]) hay còn gọi là Pradal Srey (tiếng Khmer: ប្រដាល់សេរី [prɑɗal seːrəj]) là môn võ truyền thống của Campuchia có từ thời đại Angkor. Trong tiếng Khmer, từ Kun có nghĩa là võ thuật. Vì thế, Kun Khmer có nghĩa là võ thuật của người Khmer.
Kun Khmer được biết đến nhiều nhất với kỹ thuật đá và cùi chỏ, tạo ra sức mạnh từ động tác xoay hông thay vì búng chân. Kun Khmer bao gồm bốn kiểu tấn công: đấm, đá, cùi chỏ và đòn đầu gối. Móc sắt được sử dụng để hạ gục đối thủ. Trong thi đấu, các đối thủ tranh giành vị trí thống trị để thực hiện các đòn tấn công tầm ngắn bằng cùi chỏ và đầu gối. Các võ sĩ Campuchia có xu hướng sử dụng nhiều cú đánh cùi chỏ hơn so với các môn võ thuật khác trong khu vực. Nói cách khác, nhiều chiến thắng đến nhờ kỹ thuật đánh cùi chỏ hơn bất kỳ đòn đánh nào khác. Không chỉ riêng Khmer mới có môn võ này, hầu hết các quốc gia trong khu vực Châu Á đều có môn quyền thuật đặc trưng của riêng mình, dù tên gọi của chúng có sự khác biệt. Ở Thái Lan gọi là Muay Thái, ở Lào gọi là Muay Lào, ở Malaysia gọi là Tomoi, ở Indonesia gọi là Pencak Silat, ở Myanmar gọi là Lethwei.

## Lịch sử

Bản đồ của Đế quốc Khmer thế kỷ thứ IX sau CN, nơi truy tìm cội nguồn của Kun Khmer.

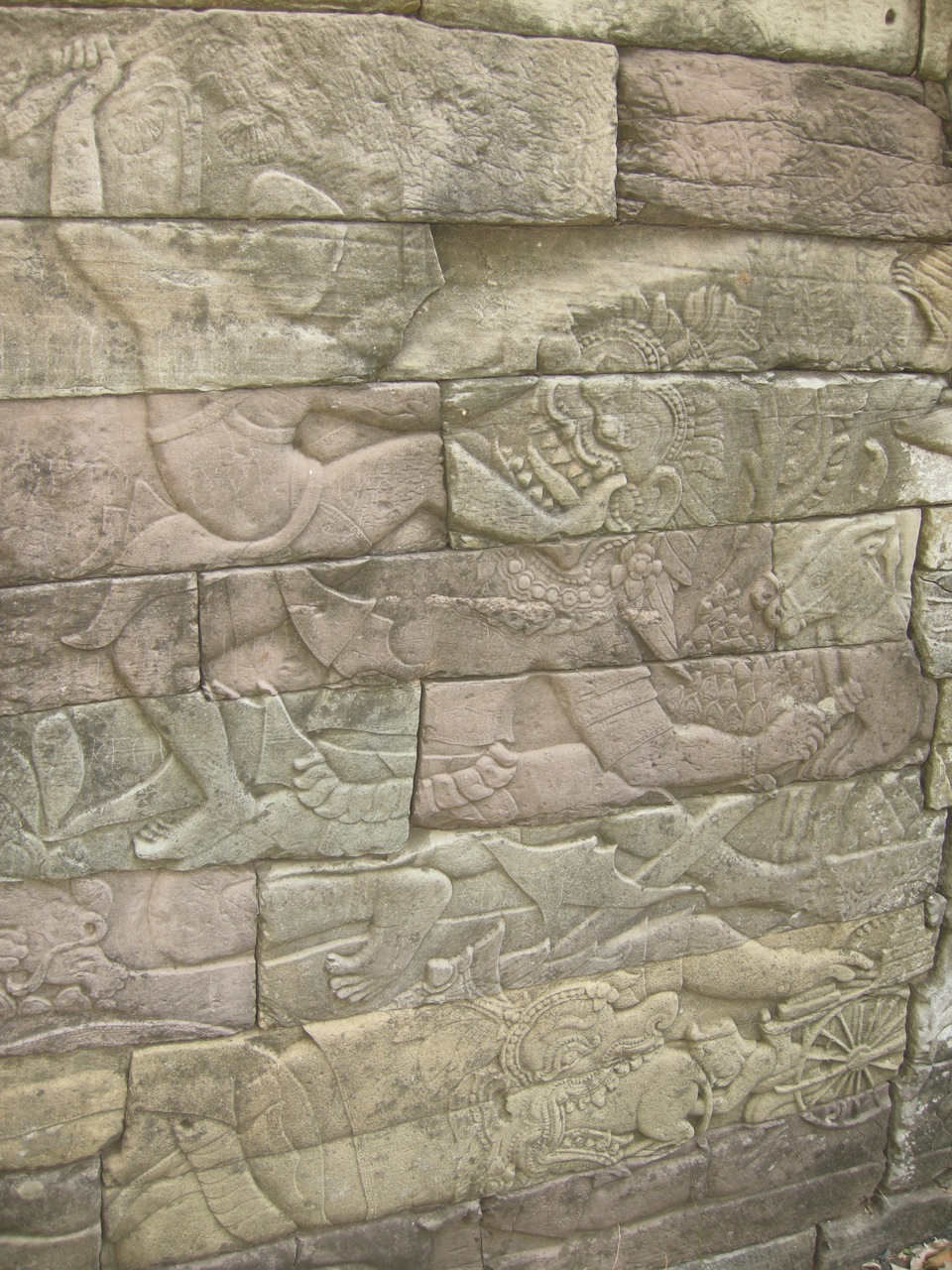
Một chiến binh Khmer cổ đại sử dụng một cú đá vào chằn Rahu trong bức phù điêu từ ngôi đền Banteay Chhmar thế kỷ thứ 12-13

Trong thời kỳ hỗn loạn của Chiến tranh Việt Nam, Campuchia đang trải qua cuộc nội chiến của chính mình. Ngày 17 tháng 4 năm 1975, quân Khmer Đỏ lật đổ chính phủ Cộng hòa Khmer do Lon Nol lãnh đạo. Kế hoạch của Khmer Đỏ là loại bỏ xã hội hiện đại và tạo ra một xã hội nông nghiệp không tưởng. Khmer Đỏ xử tử những người có học, những người có quan hệ với chính quyền cũ hoặc bất kỳ ai được cho là được xã hội cũ ưu đãi (bác sĩ, giáo viên, binh lính, diễn viên, ca sĩ, võ sĩ, v.v.) và cưỡng bức những người Khmer còn lại vào các trại lao động, trong đó nhiều người chết vì đói và bệnh tật, để được cải tạo dưới chính phủ mới. Võ thuật truyền thống đã bị cấm vào thời điểm này và nhiều võ sĩ đã bị hành quyết hoặc làm việc cật lực cho đến chết, điều này suýt gây ra thất truyền Kun Khmer. Ước tính có khoảng 1,7 triệu người Campuchia hoặc 21% dân số đã chết dưới chế độ Khmer Đỏ theo các nghiên cứu của Chương trình Diệt chủng Campuchia tại Đại học Yale. Điều này kéo dài trong 03 năm 08 tháng 20 ngày, mãi cho đến năm 1979 khi quân tình nguyện Việt Nam cùng với các cựu chỉ huy Khmer Đỏ, gồm cả Hun Sen, người sau này năm giữ chức vụ thủ tướng, lật đổ Khmer Đỏ. Trong thời kỳ hòa bình tương đối ổn định kể từ khi quân đội Việt Nam rút về nước và sự tái lập của Vương quốc Campuchia, nghệ thuật truyền thống của đất nước này được hồi sinh, trong đó có Kun Khmer.
Kun Khmer đang trở lại mạnh mẽ kể từ khi bị cấm vào những năm 1970. Campuchia đang cố gắng quảng bá quyền thuật Khmer của họ ở cùng tầm cỡ với các môn võ thuật khác mặc dù vị thế là một quốc gia kém phát triển đứng thứ tư ở khu vực Châu Á, nên khiến họ thiếu kinh phí về tài chính. Nhiều câu lạc bộ và phòng tập thể dục được mở đã thu hút một lượng lớn võ sinh trong và ngoài nước đến tập luyện tại Campuchia. Có các trận đấu được tổ chức hàng tuần, phần lớn được truyền hình trực tiếp và nhiều võ sĩ xuất sắc nhất của Campuchia được cử đi thi đấu quốc tế. Hiện có khoảng 70 câu lạc bộ Kun Khmer trên toàn quốc. Năm 1987, một trong những võ đường đầu tiên ở nước ngoài được mở tại Hoa Kỳ. Nó được bắt đầu bởi một cựu vô địch quốc gia tên là Oumry Ban trong thị trấn Campuchia, Long Beach, California.
Kun Khmer được quản lý bởi Liên đoàn Quyền thuật Campuchia (CBF), trước đây là Liên đoàn Quyền thuật nghiệp dư Campuchia (CABF), được thành lập vào năm 1961. Tất cả trọng tài và võ sĩ phải được CABF cấp phép. Các đài truyền hình tổ chức các giải đấu Kun Khmer dưới sự giám sát của CBF. Các câu lạc bộ riêng lẻ chịu trách nhiệm tổ chức võ sĩ, huấn luyện viên, nhân viên y tế và nhạc công. CBF cung cấp trọng tài trận đấu, giám khảo và người bấm giờ. Chủ tịch hiện tại của CBF là Thiếu tướng Tem Moeun. Ở nước ngoài, Kun Khmer được quảng bá bởi bốn tổ chức. Các tổ chức này bao gồm Liên đoàn Kun Khmer ở Châu Âu có trụ sở tại Đức, Fédération des Arts Martiaux Khmers còn gọi là FAMK, trụ sở tại Pháp, Đoàn Nghệ thuật Khmer Ánh Bình Minh tại Việt Nam và Kun Khmer Australia trụ sở tại Úc. Các tổ chức mới thành lập khác có thể được tìm thấy ở Tây Ban Nha và Ý, trong khi Bỉ đang trong quá trình thành lập tổ chức Kun Khmer của riêng mình. Hiệp hội Kickboxing Thể thao Quốc tế có trụ sở tại Vương quốc Anh đã tổ chức các trận đấu có sự tham gia của các võ sĩ Khmer. Võ sĩ Khmer đã thi đấu ở nước ngoài tại các nước như Hàn Quốc.
Đã có những lo ngại về cá cược và ồn ào giữa những người hâm mộ Kun Khmer. Huấn luyện viên người Campuchia ông Chiit Sarim đã nói về sự khác biệt giữa đấu trường Kun Khmer ngày xưa và ngày nay như sau: 
"Tôi đã từng đi từ chùa này sang chùa khác để thi đấu Kun Khmer trong Lễ hội Ok om bok. Chùa là địa điểm truyền thống để tổ chức các trận đấu Kun Khmer... Họ (những người hâm mộ hiện tại) có những hành động không phù hợp. Họ giơ tay và la hét ầm ĩ. Họ đánh cược và không tôn trọng các võ sĩ. Họ chỉ nghĩ đến việc thắng cược. Ở thời của tôi, không có chuyện đó. Các trận đấu được tổ chức tốt và rất phổ biến. Bây giờ người hâm mộ không có đạo đức."
Các giải đấu được chiếu trực tiếp trên sóng truyền hình quốc gia. TV5 Campuchia tổ chức các giải đấu trực tiếp vào Thứ Sáu và Chủ Nhật, CTN tổ chức các giải đấu trực tiếp vào Thứ Sáu, Thứ Bảy và Chủ Nhật. Truyền hình Bayon tổ chức các giải đấu Kun Khmer trực tiếp vào Thứ Bảy và Chủ Nhật, trong khi TV3 tổ chức một giải đấu duy nhất vào Chủ Nhật và Apsara TV đã thêm một giải đấu duy nhất vào Thứ Năm.
Gần đây, các nhà báo du lịch và khách du lịch đã tiếp xúc với Kun Khmer ở phương Tây. Ngoài ra, Kun Khmer đã được giới thiệu trên Human Weapon của The History Channel và được đề cập trong tập phim Globetrekker của Campuchia. Vào tháng 2 năm 2009, cầu thủ bóng đá người Mỹ Dhani Jones đã quay một tập trong loạt phim của anh ấy Dhani Tackles the Globe ở Phnôm Pênh, tập luyện với Long Salavorn tại câu lạc bộ Salavorn Keila và đấu với Pan Phanith tại nhà thi đấu CTN. Songchai Ratanasuban, nhà quảng cáo số một ở Thái Lan, đã mang thẳng hạng S1 của mình đến Phnôm Pênh vào tháng 6 năm 2005. Tại Giải vô địch thế giới S1 của Campuchia, võ sĩ Bun Sothea đã vô địch giải đấu. Anh đã đánh bại Michael Paszowski, Dzhabar Askerov và Lor Samnang trước sự cổ vũ của 30.000 cổ động viên tại Sân vận động Olympic Quốc gia Phnôm Pênh.
Năm 2008, Mạng lưới Truyền hình Campuchia (CTN) đã chiếu một bộ phim truyền hình thực tế mới mang tên Kun Khmer Champion. Chương trình có sự góp mặt của các võ sĩ Kun Khmer hạng 65 kg do Ma Serey và Aaron Leverton sản xuất và được đồng tổ chức bởi Ma Serey và võ sĩ quyền anh nổi tiếng nhất Campuchia, Eh Phuthong. Sê-ri đầu tiên được theo sau bởi phần thứ hai vào năm 2009 và phần ba vào năm 2010, cả hai đều do Vorn Viva đồng tổ chức. Vào ngày 28 tháng 8 năm 2008, các võ sĩ người Campuchia Vorn Viva và Meas Chantha đã giành được danh hiệu thế giới hạng trung và hạng trung ISKA tại Phnôm Pênh. Đây là lần đầu tiên một võ sĩ Campuchia vô địch thế giới môn kickboxing. Tính đến năm 2012, có hơn 50 trận đánh Kun Khmer được tổ chức hàng tuần ở khu vực Phnôm Pênh.

## Mâu thuẫn
Các quốc gia Đông Nam Á lân cận có những bộ môn võ thuật tương tự. Tại một cuộc họp ASEAN năm 1995, Campuchia đề xuất rằng môn quyền thuật phổ biến từ Thái Lan là Muay Thai nên được gọi là "quyền thuật Sovannaphum" hoặc "Quyền quật Đông Nam Á" đại diện cho Thái Lan, Campuchia, Lào và Myanmar. Sovannaphum có nghĩa là "vùng đất vàng" trong tiếng Khmer và được viết là Suvarnabhumi trong tiếng Thái. Cái tên đề cập đến lục địa Đông Nam Á trong ngôn ngữ Pali của Ấn Độ. Mục đích là để hợp nhất các môn quyền thuật Đông Nam Á dưới một thuật ngữ phổ biến và để tránh sự nhầm lẫn về mặt chính trị,.. Tuy nhiên, các quốc gia khác, đặc biệt là Thái Lan không mặn mà với điều này, họ muốn giữ nét độc đáo của riêng mình, cho rằng mỗi quốc gia Đông Nam Á có môn quyền thuật riêng và Thái Lan chịu trách nhiệm biến môn quyền thuật của mình thành một môn thể thao quốc tế. Khi môn thể thao này ra mắt tại Đại hội thể thao Đông Nam Á 2005, Campuchia đã không tham gia sự kiện Muay Thái để phản đối cái tên được dùng để chỉ môn thể thao này. Tại Đại hội thể thao Đông Nam Á gần đây, quyền thuật Đông Nam Á được biết đến với thuật ngữ trung lập về sắc tộc là "Muay".
Vào ngày 23 tháng 1 năm 2023, nước chủ nhà Campuchia đã tuyên bố bỏ môn thi đấu "Muay Thái" để bổ sung môn võ "Kun Khmer" vào chương trình thi đấu tại SEA Games 32 nhưng thực chất đây là việc đưa môn võ này trở về với nguồn gốc vốn có của nó. . Các nhà nghiên cứu trên thế giới cũng như các quan chức Campuchia cũng đã khẳng định bộ môn võ này xuất phát từ người Khmer. Việc thay đổi tên bộ môn đã khiến Thái Lan tức giận và xác nhận không gửi vận động viên "Muay Thái" đến tham dự và tẩy chay môn võ "Kun Khmer". Phía Campuchia sau đó cũng tuyên bố sẽ không gửi vận động viên tham dự "Muay Thái" tại SEA Games 33.

## Đời sống võ sĩ
Kun Khmer là môn thể thao vận động dựa vào sự nhanh nhẹn, dẻo dai và linh hoạt. Hầu hết những người tham gia đều là thanh niên trai tráng, do điều kiện thể chất mà một số võ sĩ phải chịu đựng để giữ cân nặng. Độ tuổi trung bình dao động từ 14 đến 25. Hầu hết các võ sĩ Campuchia đều xuất thân từ gia đình nghèo khó và thi đấu để kiếm tiền nuôi gia đình và bản thân. Các võ sĩ Kun Khmer hàng đầu có thể trải qua từ 200–300 trận đấu trong sự nghiệp của họ. Các võ sĩ Kun Khmer theo truyền thống được trả tiền bởi đám đông ủng hộ. Nếu đám đông đánh giá cao sự nỗ lực của võ sĩ, họ sẽ thưởng cho anh ta là đồ ăn, rượu và tiền bạc. Tục lệ này vẫn tiếp tục cho đến ngày nay. Nhưng theo thông lệ phương Tây, các trận đấu phải được trả phí chính thức. Thời gian gần đây, việc trả phí trung bình cho một trận đấu là 15 đô la Mỹ. Hôm nay thì trả phí được dựa trên kinh nghiệm. Một tân võ sĩ chưa có kinh nghiệm có thể kiếm được 25 đô la Mỹ cho mỗi trận đấu. 
Những võ sĩ quyền Khmer đã có kinh nghiệm với hơn chục trận đấu có thể kiếm được tới 75 đô la Mỹ cho một trận đấu. Các võ sĩ "có thương hiệu" có thể kiếm được hơn 100 đô la Mỹ cho một trận đấu. Các trận đấu đặc biệt sẽ được trả phí lên tới 250 đô la Mỹ do sự tài trợ của các công ty. Các giải đấu "quốc tế" do các đài truyền hình tổ chức, sẽ được trả phí với số tiền lên đến 1000 đô la Mỹ cho mỗi trận đấu, đôi khi còn cao hơn. Ước tính có khoảng 70% võ sĩ tham gia thi đấu tại võ đài Phnôm Pênh, thường đến từ vùng nông thôn phía Tây Bắc. Các tỉnh Battambang và Banteay Meanchey là lò võ đã đào tạo ra võ sĩ rất ổn định. Một số nhà vô địch Kun Khmer giỏi nhất đến từ tỉnh Battambang, mặc dù một số ngôi sao có tên tuổi đến từ miền Nam Campuchia như Eh Phuthong từ tỉnh Koh Kong, Thun Sophea từ tỉnh Svay Rieng, Meas Chantha và Seng Makara từ tỉnh Kandal. Các võ sĩ Campuchia tập luyện trong câu lạc bộ hoặc phòng tập thể dục dưới sự hướng dẫn của võ sư (Kru) Kun Khmer. Nhiều võ sĩ tập luyện từ 6–8 giờ một ngày và 7 ngày trong một tuần.

## Rủi ro
Cũng như tất cả các môn thể thao tiếp xúc khác, rủi ro sức khỏe là một yếu tố không thể tránh khỏi. Theo ông Chhoeung Yavyen, bác sĩ võ đài của Hiệp hội quyền Khmer nghiệp dư Campuchia. Trong 5 năm qua, có hơn 30 võ sĩ quyền Khmer bị chấn thương nghiêm trọng trên võ đài bao gồm gãy cổ tay và cánh tay, gãy ống chân, gãy mũi, trật khớp vai, chấn thương hông và gãy hàm. Một võ sĩ người Campuchia đã tử vong trên võ đài ở tỉnh Svay Rieng vào năm 2001. Nhưng việc tử vong đó là kết quả của một cơn nhồi máu cơ tim, có thể do uống thuốc giảm cân để giúp võ sĩ giảm cân trước trận đấu. Hầu hết các vết thương đều có thể chữa khỏi và không để lại các vấn đề lâu dài. Đa số các võ sĩ đều được phép trở lại sàn đấu sau khi sức khỏe được hồi phục.

## Võ đài
Võ đài thi đấu Kun Khmer thường là hình tứ giác đều bao gồm một bệ nâng được cấu tạo bằng sắt với 4 trụ ở 4 góc, kết nối với nhau bởi các dây đài, kích thước (6.1m x 6.1m x 1m). Hiện nay xuất hiện thêm võ đài thi đấu hình bát giác đều, kích thước (5m x 5m x1m). Liên đoàn Kun Khmer dự kiến sẽ thành lập võ đài thi đấu quốc tế tại Phnôm Pênh tương tự như sàn thì đấu Thai Fight của Thái Lan và sàn thi đấu WLC của Miến Điện.

## Võ phục
| Võ phục thời cổ đại                    | Võ phục hiện đại hoá                   | Võ phục hiện tại                     |
| -------------------------------------- | -------------------------------------- | ------------------------------------ |
| Tập tin:Kun Khmer ancient costumes.jpg | Tập tin:Kun Khmer medieval costume.jpg | Tập tin:Kun Khmer modern clothes.jpg |

## Sợi tơ buộc đầu
Sợi tơ buộc đầu được xem là một biểu tượng trong môn quyền thuật của người Khmer có tên gọi là “Tai Kru”, nó được làm từ một đoạn lớn của sợi tơ thô và gấp lại với nhau theo hình dây thừng, các đầu dây được nối với nhau thành từng chiếc một, giống như cái vòi của con voi và đeo nó trên đầu để võ sĩ ổn định tình thần và cảm thấy nặng đầm như voi chiến. Ngoài ra các võ sĩ đeo nó ví như một đấng toàn năng, họ đeo nó để tưởng nhớ Kun Kru trước và sau trận đấu. Do Campuchia trải qua nội chiến liên miên và thảm hại nhất trong chế độ diệt chủng Khmer Đỏ đã thảm sát hàng loạt các bậc tiền bối Kun Khmer và một lượng lớn võ sĩ trong đó có cả thành viên của Khmer Đỏ. Họ đốt hủy các tài liệu, tập tục buộc sợi tơ trên đầu của các võ sĩ và thay bằng Kroma (khăn) quàng cổ, buộc đầu hoặc hầu như bị lãng quên hoàn toàn, ít được đề cập đến ngày nay.
| Sợi tơ và Kroma buộc đầu truyền thống Kun Khmer | Sợi tơ và Kroma buộc đầu truyền thống Kun Khmer | Sợi tơ và Kroma buộc đầu truyền thống Kun Khmer |
| Cận đại (Tai Kru)                               | Hiện đại hoá (Kroma)                            | Hiện tại (Tai Kru)                              |
| ----------------------------------------------- | ----------------------------------------------- | ----------------------------------------------- |
| Tập tin:Tai kru.jpg                             | Tập tin:Kroma Kun Khmer.jpg                     | Tập tin:Tai kru.jpg                             |

## Luật thi đấu
Một trận đấu bao gồm 05 hiệp, mỗi hiệp 03 phút diễn ra trên sàn thi đấu. Thời gian nghỉ 1.5 phút hoặc 02 phút diễn ra giữa mỗi hiệp. Các võ sĩ hiện đại đeo găng tay da và mặc quần sooc nylon. 
Quy tắc:
1. Võ sĩ không được phép tấn công, khi đối thủ đang nằm trên mặt đất.
2. Võ sĩ không được phép cắn.
3. Võ sĩ không thể tiếp tục, khi trọng tài dừng trận đấu.
4. Võ sĩ không được phép đánh vào lưng đối thủ.
5. Võ sĩ không được giữ dây đai võ đài trong khi đấu.
6. Cấm võ sĩ đánh vào bộ phận sinh dục.

Chiến thắng có thể đạt được bằng cách loại bỏ đối thủ trực tiếp. Việc loại bỏ đối thủ trực tiếp xảy ra khi một võ sĩ bị hạ gục xuống đất và không thể tiếp tục thi đấu sau khi trọng tài đếm trong 10 giây, trọng tài có thể bỏ qua việc đếm và tuyên bố loại bỏ trực tiếp nếu xác định võ sĩ đó không tự đứng dậy được. Chiến thắng có thể đạt được vào cuối trận đấu khi các trọng tài quyết định bằng hệ thống tính điểm xem võ sĩ nào đạt điểm hơn. Nếu các võ sĩ kết thúc với số điểm bằng nhau thì gọi là hòa.

## Nghi thức tâm linh

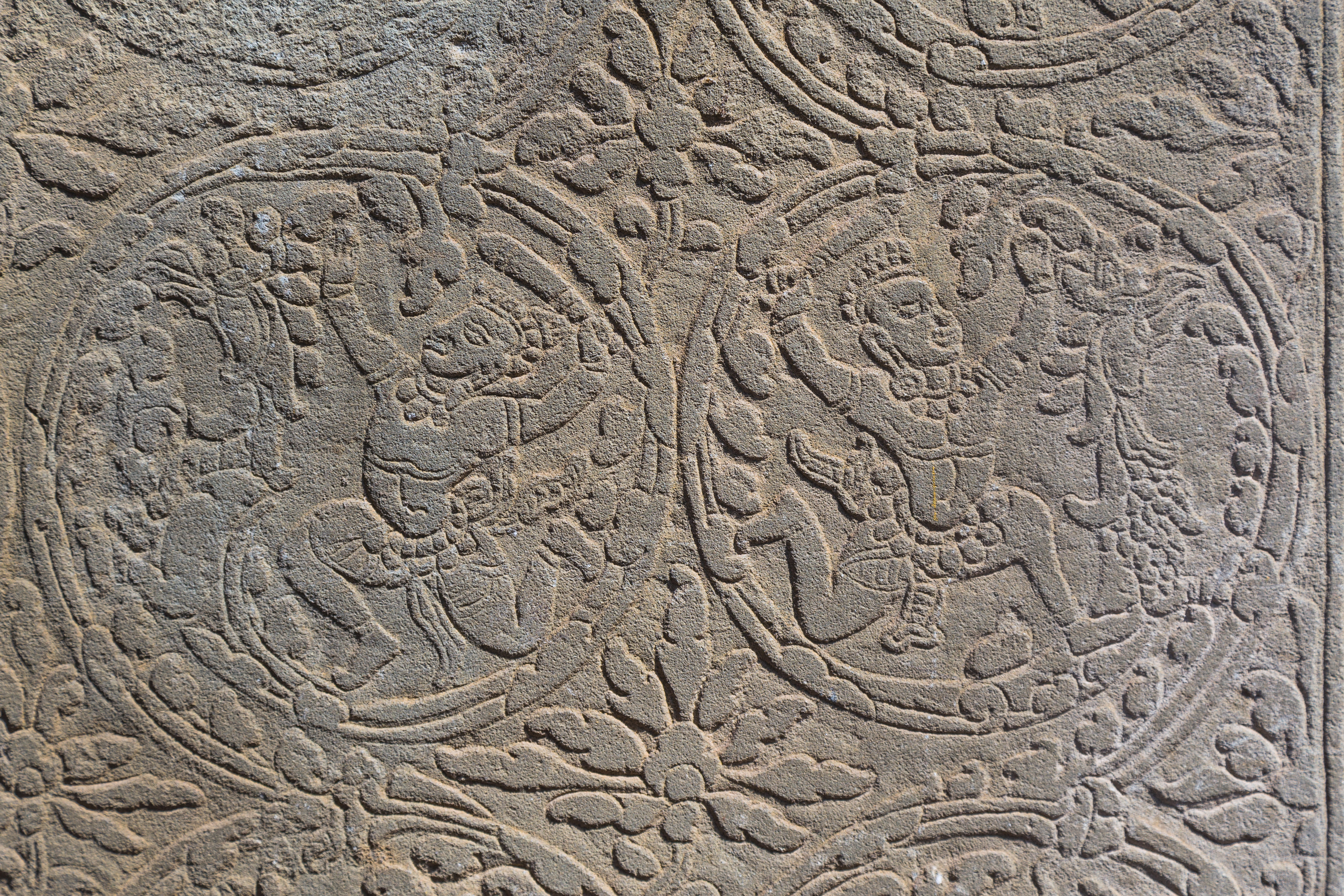
Một chiến binh quỳ gối trong một nghi lễ cầu nguyện được gọi là Thvai-bong-kum-kru hoặc Kun-kru. Nghi thức này được sử dụng trước khi chiến đấu.

Vào thời xa xưa, người Khmer cổ sẽ làm nghi lễ cầu nguyện trước khi ra chiến trường hoặc chiến tranh. Vào đầu mỗi trận đấu, các võ sĩ thực hành nghi thức cầu nguyện được gọi là Thvai-bong-kum-kru hoặc Kun-kru . Có nhiều biến thể khác nhau của nghi lễ Kun Kru với các tên gọi khác nhau, chẳng hạn như "Hanuman bắt cầu cho nàng Sida". Hầu hết đều dựa trên các nhân vật chính trong sử thi Reamker và tin rằng đã xảy ra khi Campuchia có niềm tin mạnh mẽ vào Ấn Độ giáo. Nghi thức cầu nguyện (tưởng nhớ) ân đức tổ sư trước khi thi đấu cũng có tác dụng làm ấm cơ và tăng lưu lượng máu. Nghi thức cầu nguyện tại vòng sơ loại của trận đấu Kun Khmer được coi là một điệu nhảy thực sự. Âm nhạc truyền thống Campuchia biểu diễn với các nhạc cụ như sampho (một loại trống), sralai-klang-khek (oboe), chúng được hòa tấu trong trận đấu. Âm nhạc của Kun Khmer được gọi là Vong-phleng-pradal hoặc Vong-phleng-klang-khek. Âm nhạc được tạo thành từ hai phần. Phần đầu tiên dành cho tổ sư của võ sĩ, trong khi phần thứ hai là âm nhạc chiến đấu. Phần đầu tưởng nhớ đến ân đức tổ sư giúp võ sĩ tập trung tinh thần và tự tin hơn. Phần đầu tiên của bản nhạc được chơi chậm theo phong cách rubato. Giai điệu được hòa tấu bởi sra-lai (oboe) và sampho (trống) đánh vào những điểm quan trọng của giai điệu. Phần thứ hai là nhạc chiến đấu được hòa tấu nhanh hơn nhiều. Âm nhạc tăng tốc theo tiến trình của các hiệp. Nó dừng lại ở cuối hiệp hoặc khi ai đó bị loại. Khi trận đấu đang sôi nổi, khán giả vỗ tay theo nhịp của sampho (trống). Căn cứ vào tài liệu có hơn 16 biến thể  khác nhau của nghi lễ Kun Kru:
| Các nghi lễ Kun Kru | Các nghi lễ Kun Kru      | Các nghi lễ Kun Kru                    | Các nghi lễ Kun Kru                                                | Các nghi lễ Kun Kru     |
| Stt                 | Tên gọi bằng tiếng Khmer | Phiên âm tiếng Việt                    | Tạm dịch bằng tiếng Việt                                           | Biễu diễn bởi           |
| ------------------- | ------------------------ | -------------------------------------- | ------------------------------------------------------------------ | ----------------------- |
| 1                   | ទេវតាមាខលាផាត់ពពក              | Tevada Mekala phát-po-póc              | Tiên nữ Mekala vạc đám mây                                         | Pich Choranai           |
| 2                   | ទន្សាយបន្លែងព្រះច័ន្ទ            | Ton-sai paleng prắc-chan               | Thỏ Ngọc vui đùa với Hằng Nga                                      |                         |
| 3                   | គ្រុឌឆក់នាគ                  | Krut chhok neak                        | Krud [chim thần] săn bắt rồng                                      |                         |
| 4                   | ឥន្ទ្រីសម្ដែងឫទ្ធិ              | Ân-tri som-đêng-rith                   | Thần điêu hiện phép thần thông                                     | Touch Chan Vatey        |
| 5                   | ព្រះលក្ខណ៍ព័ទ្ធសីមា              | Pro-leak pot-xây-ma                    | Proleak thắt giới Sima                                             |                         |
| 6                   | ព្រះរាមផ្លែងសរ                | Prắc Riem thleng-xo                    | Preah Ream bắn cung tên                                            | Kun Kru                 |
| 7                   | ក្រមុំចូលម្លប់ ក្រមុំតែងខ្លួន        | Kro-mom chol-ma-lúp Kro-mom têng-kloun | Thiếu nữ cấm túc Thiếu nữ trang điểm                               | Muey Sing Pich Choranai |
| 8                   | រាហ៊ូចាប់ច័ន្ទ                  | Reahu cháp-chăn                        | Thần Reahu bắt Hằng Nga                                            |                         |
| 9                   | កសិករធ្វើស្រែ                 | Ka-se-kor tvơ srê                      | Nông dân làm ruộng                                                 |                         |
| 10                  | នាគពាំកែវ នាគបន្លែងកែវ           | Naga pom-keo Naga pro-lêng-keo         | Thần Naga tha viên Ngọc Bích Thần Naga đùa giỡn với viên Ngọc Bích |                         |
| 11                  | នាគលេងទឹក                   | Naga lêng tức                          | Thần Naga vui đùa với nước                                         |                         |
| 12                  | ក្រុងរាពណ៍សម្ដែងឬទ្ធិ            | Prắc Narai som-đêng-rith               | Thần Narai hiện phép thần thông                                    |                         |
| 13                  | រំលឹកគុណគ្រូ                  | Rom-lức kun-kru                        | Tưởng nhớ ơn sư tổ                                                 |                         |
| 14                  | ទូភីលេងស្នែង                  | To-phi leng snêng                      | Bò Topi đùa giỡn sừng                                              |                         |
| 15                  | ទូភីសម្ដែងឫទ្ធិ                | To-phi som-đêng-rith                   | Bò Topi hiện phép thần thông                                       |                         |
| 16                  | ព្រហ្មមុខបួន                 | Prum muk-buôn                          | Thần Prum bốn mặt                                                  |                         |
| 17                  | ហនុមានសម្ដែងឬទ្ធិ              | Hanuman som-đêng-rith                  | Thần Hanuman hiện phép thần thông                                  |                         |
| 18                  | នាគរាព្រួសពឺស                 | Naka Reach prous pứ                    | Chúa Naga phun nộc độc                                             | Serey Theara            |
| 19                  | ក្រុងមារសម្ដែងឬទ្ធិ             | Krong Mea som-đêng-rith                | Chằn Krong Mea hiện phép thần thông                                | Soda Man Chi            |
| 20                  | Còn nữa                  | ...                                    | ...                                                                | ...                     |

## Liên đoàn quốc tế
| Liên đoàn Kun Khmer quốc tế | Liên đoàn Kun Khmer quốc tế | Liên đoàn Kun Khmer quốc tế                         | Liên đoàn Kun Khmer quốc tế        | Liên đoàn Kun Khmer quốc tế |
| Stt                         | Quốc gia                    | Tên liên đoàn thành viên                            | Chủ tịch                           | Ngày đăng ký                |
| --------------------------- | --------------------------- | --------------------------------------------------- | ---------------------------------- | --------------------------- |
| 51                          | Kyrgyzstan                  | Khmer Boxing Federation of kyrgyzstan               | Mr. Davtov Dilshat                 | 02/02/2023                  |
| 50                          | Afghanistan                 | Afghanistan Kun Khmer Association                   | Mr. Abdul Ghafar Mehrparwar        | 01/02/2023                  |
| 49                          | Mauritius                   | Bambous Martial Arts                                | Mr. Cundasawmy Louis Patrick       | 31/01/2023                  |
| 48                          | France                      | Federation Des Arts Martiaux Khmer                  | Mr. Luc Mensah                     | 31/01/2023                  |
| 47                          | Laos                        | Muay Lao National Federation                        | Saysamone Sayasone                 | 31/01/2023                  |
| 46                          | Iran                        | I.R.Iran Kun Khmer Association                      | Seedreza Moosavi                   | 31/01/2023                  |
| 45                          | Morocco                     | Moroccan Union of Professional Combat Sport (UMSCP) | Mr. Khalid Samchaoui               | 30/01/2023                  |
| 44                          | Rhode Island U.S.A          | Roque Island Combat                                 | Mr. Song Kim                       | 28/01/2023                  |
| 43                          | Russia                      | Khmer Boxing Federation of Russia                   | Arais Pavel                        | 28/01/2023                  |
| 42                          | Indonesia                   | Indonesia Muay Federation (FB.MI)                   | Dr. Sudirman, SH.,MH               | 28/01/2023                  |
| 41                          | Malaysia                    | Persatuan Muay Malaysia (Malaysia Muay Association) | Datuk Dr. Zulkepli Bin HJ. Mohamad | 28/01/2023                  |
| 40                          | Philippines                 | Kun Khmer Federation of Philippines                 | Mr. Gerald Bassig                  | 28/01/2023                  |
| 39                          | Thailand                    | Kun Khmer Federation of Thailand                    | Mr. Chinawuth Sirisompan           | 28/01/2023                  |
| 38                          | Pakistan                    | Kun Khmer Federation of Pakistan                    |                                    | 00/00/2010                  |
| 37                          | Bulgaria                    | Kun Khmer Federation of Bulgaria                    |                                    | 00/00/2010                  |
| 36                          | South Korea                 | Kun Khmer Federation of South Korea                 |                                    | 00/00/2010                  |
| 35                          | Cameroon                    | Kun Khmer Federation of Cameroon                    |                                    | 00/00/2010                  |
| 34                          | Sri Lanka                   | Kun Khmer Federation of Sri Lanka                   |                                    | 00/00/2010                  |
| 33                          | Mexico                      | Kun Khmer Federation of Mexico                      |                                    | 00/00/2010                  |
| 32                          | China                       | Kun Khmer Federation of China                       |                                    | 00/00/2010                  |
| 31                          | Mongolia                    | Kun Khmer Federation of Mongolia                    |                                    | 00/00/2010                  |
| 30                          | Yemen                       | Kun Khmer Federation of Yemen                       |                                    | 00/00/2010                  |
| 29                          | Syria                       | Kun Khmer Federation of Syria                       |                                    | 00/00/2010                  |
| 28                          | Madagascar                  | Kun Khmer Federation of Madagascar                  |                                    | 00/00/2010                  |
| 27                          | Slovakia                    | Kun Khmer Federation of Slovakia                    |                                    | 00/00/2010                  |
| 26                          | Cyprus                      | Kun Khmer Federation of Cyprus                      |                                    | 00/00/2010                  |
| 25                          | Greece                      | Hellenic Federation of Asian Sports (H.A.S.F.)      | Mr. Robogiannakis George           | 02/02/2023                  |
| 24                          | Algeria                     | Kun Khmer Federation of Algeria                     |                                    | 00/00/2010                  |
| 23                          | Mauritania                  | Kun Khmer Federation of Mauritania                  |                                    | 00/00/2010                  |
| 22                          | Ireland                     | Kun Khmer Federation of Ireland                     |                                    | 00/00/2010                  |
| 21                          | Belgium                     | Kun Khmer Federation of Belgium                     |                                    | 00/00/2010                  |
| 20                          | Iraq                        | Kun Khmer Federation of Iraq                        |                                    | 00/00/2010                  |
| 19                          | Japan                       | Kun Khmer Federation of Japan                       |                                    | 00/00/2010                  |
| 18                          | Australia                   | Kun Khmer Federation of Australia                   |                                    | 00/00/2010                  |
| 17                          | Canada                      | Kun Khmer Federation of Canada                      |                                    | 00/00/2010                  |
| 16                          | United States               | Kun Khmer Federation of USA                         |                                    | 00/00/2010                  |
| 15                          | Nepal                       | Kun Khmer Federation Nepal                          |                                    | 00/00/2010                  |
| 14                          | Côte d'Ivoire               | Kun Khmer Federation Côte d'Ivoire                  |                                    | 00/00/2010                  |
| 13                          | Vietnam                     | Muay Viet                                           | Mr. Giap Trung Thang               | 31/01/2023                  |
| 12                          | Hong Kong                   | Kun Khmer Federation of Hong Kong                   |                                    | 00/00/2010                  |
| 11                          | Urkraine                    | Kun Khmer Federation of Urkraine                    |                                    | 00/00/2010                  |
| 10                          | Germany                     | Kun Khmer Federation of Germany                     |                                    | 00/00/2010                  |
| 9                           | Spain                       | Kun Khmer Federation of Spain                       |                                    | 00/00/2010                  |
| 8                           | Turkey                      | Kun Khmer Federation of Turkey                      |                                    | 00/00/2010                  |
| 7                           | Portugal                    | Kun Khmer Federation of Portugal                    |                                    | 00/00/2010                  |
| 6                           | Netherlands                 | Kun Khmer Federation of Netherlands                 |                                    | 00/00/2010                  |
| 5                           | England                     | Kun Khmer Federation of England                     |                                    | 00/00/2010                  |
| 4                           | Switzerland                 | Kun Khmer Federation of Switzerland                 |                                    | 00/00/2010                  |
| 3                           | India                       | Kun Khmer International Federation of India         |                                    | 00/00/2010                  |
| 2                           | Cambodia                    | Kun Khmer Federation (KKF)                          | H.E. Tem Mouen                     | 00/00/2010                  |
| 1                           | France                      | Kun Khmer Federation of France                      |                                    | 00/00/2010                  |

## Phong trào Olympic
Ông Vath Chamroeun, tổng thư ký của Ủy ban Olympic Quốc gia Campuchia, đã nói về kế hoạch này trong một cuộc thảo luận vào ngày 5 tháng 2 năm 2023 trong khi kêu gọi sự ủng hộ đối với môn võ cổ truyền Kun Khmer. Ông Chamroeun, đồng thời là Tổng thư ký Ủy ban quốc gia Campuchia tổ chức SEA Games 32 năm 2023 (CAMSOC) cho biết, đến nay liên đoàn có 50 thành viên bao gồm Iran và các quốc gia ở châu Mỹ.
"Campuchia thành lập liên đoàn Kun Khmer vào năm 2015. Trước đây, chúng tôi có 29 quốc gia thành viên và hiện con số này đã tăng lên 50 quốc gia sau khi họ đề nghị trở thành thành viên. Mục tiêu của chúng tôi là ít nhất 75 quốc gia."
Ông Chamroeun cho rằng để được phong trào Olympic công nhận là một môn thể thao phải có thành viên ít nhất từ 75 quốc gia trở lên.
Động thái này diễn ra trong bối cảnh Campuchia và Thái Lan đang có xung đột về tên gọi của môn võ cổ truyền. Campuchia đã nhất quyết sử dụng Kun Khmer trong trận đấu khu vực sắp tới thay vì Muay Thái. Thái Lan đã tẩy chay sự kiện này. Cả hai quốc gia đều tuyên bố rằng môn thể thao này có nguồn gốc từ tổ tiên của họ. Chamroeun cho biết các môn thể thao dân tộc như Kun Khmer không thể bị loại bỏ bởi bất kỳ quốc gia nào vì nó đã ăn sâu vào truyền thống Campuchia từ lâu đời. Ông nói, cả Kun Khmer và Muay Thái đều không thể trở thành môn thể thao Olympic vì nó là truyền thống của một dân tộc cụ thể. Đó là lý do tại sao Campuchia đang phấn đấu để Olympic được công nhận là môn thể thao truyền thống của họ. 

## Sea Games 32
Kun Khmer là một trong những môn thể thao được tranh tài tại Đại hội Thể thao Đông Nam Á 2023 ở Campuchia. Tại SEA Games 32, môn Kun Khmer sẽ khởi tranh từ ngày 06/05/2023 và khép lại vào ngày 11/05/2023. Tất cả các trận đấu đều diễn ra tại Sân vận động Olympic Phnôm Pênh.

### Nội dung thi đấu
Bộ môn Kun Khmer tại SEA Games 32 bao gồm tổng cộng 19 nội dung: thi đấu (Kun Khmer) và biểu diễn (Kun Kru).
Các nội dung thi đấu được chia theo hạng cân. Có 12 nội dung thi đấu dành cho Nam và 7 nội dung thi đấu dành cho Nữ, cụ thể như sau:
| Bộ môn Kun Khmer             | Bộ môn Kun Khmer             | Bộ môn Kun Khmer | Bộ môn Kun Khmer |
| Stt                          | Nội dung / hạng cân          | Nam              | Nữ               |
| ---------------------------- | ---------------------------- | ---------------- | ---------------- |
| 1                            | 45 Kg                        | Green tick       | Green tick       |
| 2                            | 48 Kg                        | Green tick       | Green tick       |
| 3                            | 51 Kg                        | Green tick       | Green tick       |
| 4                            | 53 Kg                        | Green tick       | Green tick       |
| 5                            | 57 Kg                        | Green tick       | Green tick       |
| 6                            | 60 Kg                        | Green tick       | Green tick       |
| 7                            | 63.5 Kg                      | Green tick       | Red X            |
| 8                            | 67 Kg                        | Green tick       | Red X            |
| 9                            | 71 Kg                        | Green tick       | Red X            |
| 10                           | 75 Kg                        | Green tick       | Red X            |
| 11                           | 81 Kg                        | Green tick       | Red X            |
| 12                           | Kun Kru                      | Green tick       | Green tick       |
| Tổng nội dung theo giới tính | Tổng nội dung theo giới tính | 12               | 7                |
| Tổng cộng nội dung           | Tổng cộng nội dung           | 19               | 19               |

### Bảng huy chương
| Hạng               | Đoàn               | Vàng | Bạc | Đồng | Tổng số |
| ------------------ | ------------------ | ---- | --- | ---- | ------- |
| 1                  | Campuchia          | 14   | 3   | 2    | 19      |
| 2                  | Việt Nam           | 5    | 8   | 4    | 17      |
| 3                  | Lào                | 0    | 5   | 7    | 12      |
| 4                  | Myanmar            | 0    | 2   | 7    | 9       |
| 5                  | Philippines        | 0    | 1   | 5    | 6       |
| 6                  | Malaysia           | 0    | 0   | 5    | 5       |
| Tổng số (6 đơn vị) | Tổng số (6 đơn vị) | 19   | 19  | 30   | 68      |

## Bảo tàng
Sau sự kiện SEA Games lần thứ 32, Liên đoàn võ thuật Campuchia dự kiến sẽ tập kết các tư liệu, hình ảnh, hiện vật liên quan đến võ truyền thống Kun Khmer và Bokator tại Viện Bảo tàng quốc gia Campuchia để tiện du khách và người đam mê võ thuật đến nghiên cứu, giao lưu và học hỏi.

## Nhà quảng cáo
- Mạng lưới truyền hình Campuchia CTN
- Truyền hình Bayon
- Truyền hình TV5 Campuchia
- Truyền hình Town Full HD TV

## Các võ sĩ
- Eh Phuthong: Vô địch TV5, Vô địch Kickboxing truyền thống Khmer, Vô địch Thủ tướng Samdech Hun Sen.
- Youth Phouthong: Thống đốc tỉnh Koh Kong và là sư phụ của Eh Phuthong và cũng là sư ông của võ sĩ Thoeun Theara.
- Thun Sophea: Vô địch kickboxing CTN 67 kg năm 2006.
- Bun Sothea: Hai lần vô địch Kubota (54 kg và 60 kg). Là học trò của Thun Sophea.
- Chan Rothana: Chủ phòng tập Selapak và hiện là võ sĩ ONE Championship.
- Keo Rumchong: Võ sĩ Kun Khmer đấu ngoài Battambang, Campuchia.
- Oumry Ban: Cựu vô địch Kun Khmer giữ chức vô địch quốc gia đầu tiên vào năm 1964 ở hạng 61 kg và hiện là chủ sở hữu của Trung tâm Kickboxing Long Beach.
- Sen Radath: Võ sĩ Kun Khmer hiện tại và đội tuyển Vovinam Campuchia thi đấu ở hạng cân 51 kg. Anh ấy là một vlogger YouTube thể hiện nghệ thuật Kun Khmer cho người xem của mình.
- Thoeun Theara: Võ sĩ Kun Khmer của câu lạc bộ Eh Phuthong thi đấu ở hạng cân 72.5 kg. Ngày 24/12/2022 giành được Đai và Cúp vô địch Thai Fight từ cao thủ vô địch Muay Thái Saiyok Pumpanmuang.[34] Ngày 11/02/2023 giành được đai vô địch quốc tế IPCC từ cao thủ vô địch Thiago Teixeira (Brazil).[35]
- Prom Samnang: Võ sĩ Kun Khmer thi đấu ở hạng cân 78 kg. Hiện tại đã giành thêm được Đai vô địch Thai Fight ở Thái Lan từ cao thủ vô địch Muay Thái Thomas Carpenter.[36]

## Hình ảnh

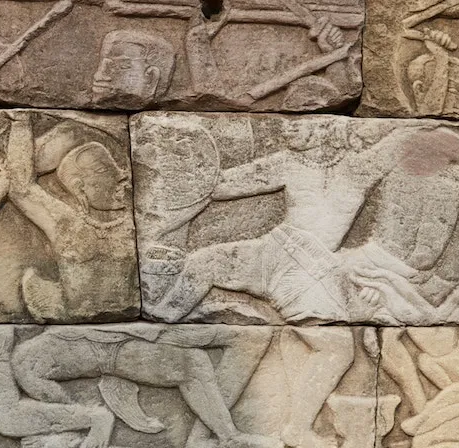
Đẩy bằng cú đá vào cơ tứ đầu. Tọa lạc tại đền Banteay Chhma (Thế kỷ thứ 12-13)
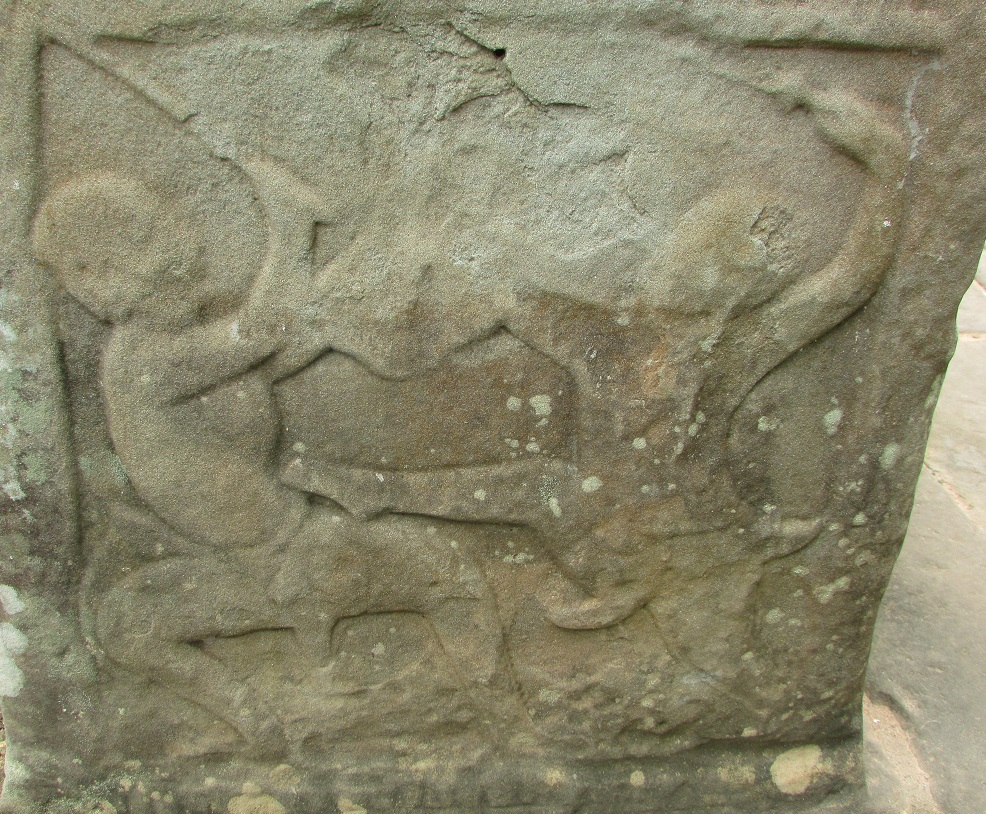
Lực đẩy bằng cú đá
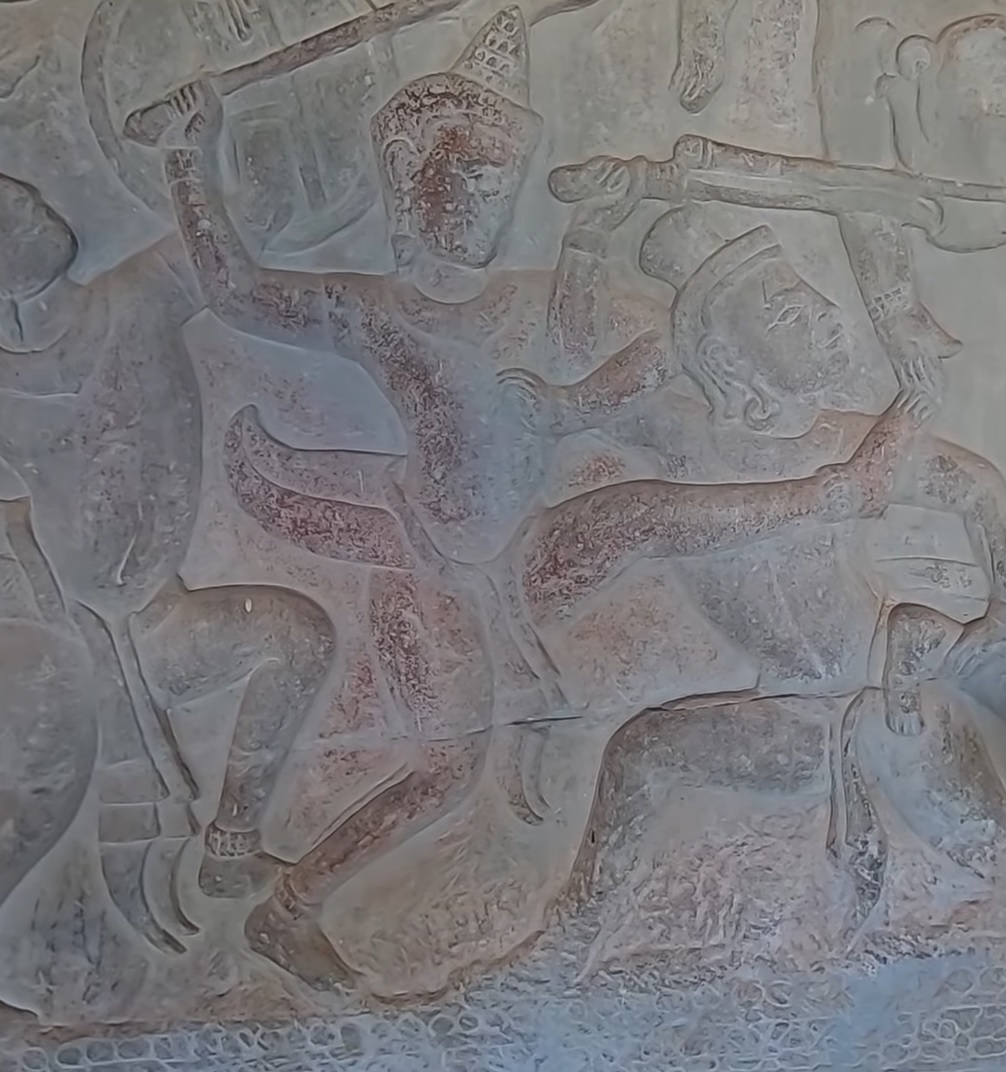
Đá cao vào vai và tấn công bằng cùi chỏ vào đầu. Vách phù điêu tại đền Angkor Wat (1100)
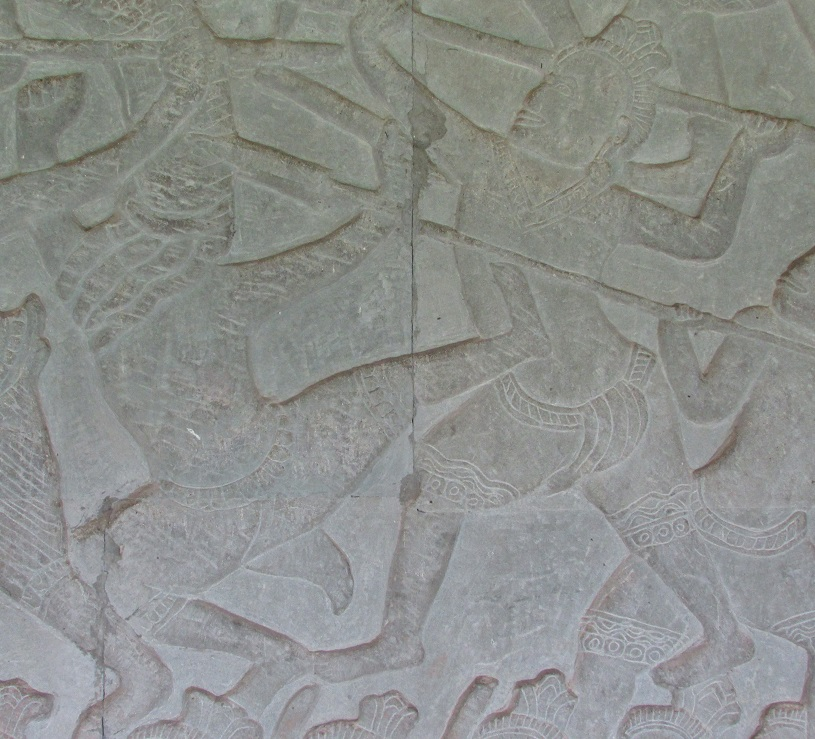
Đá trước vào thân
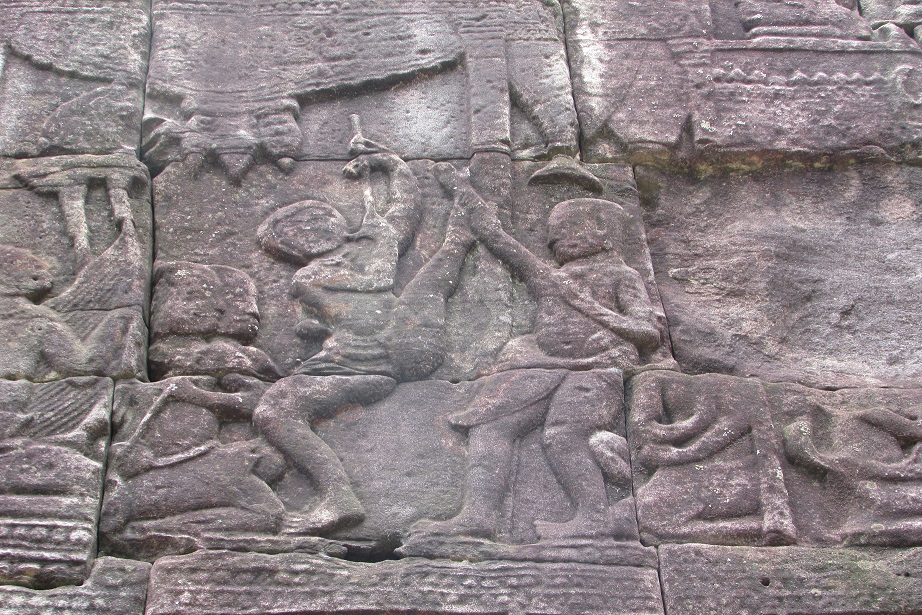
Trình diễn cú đá cao. Tọa lạc tại đền Bayon
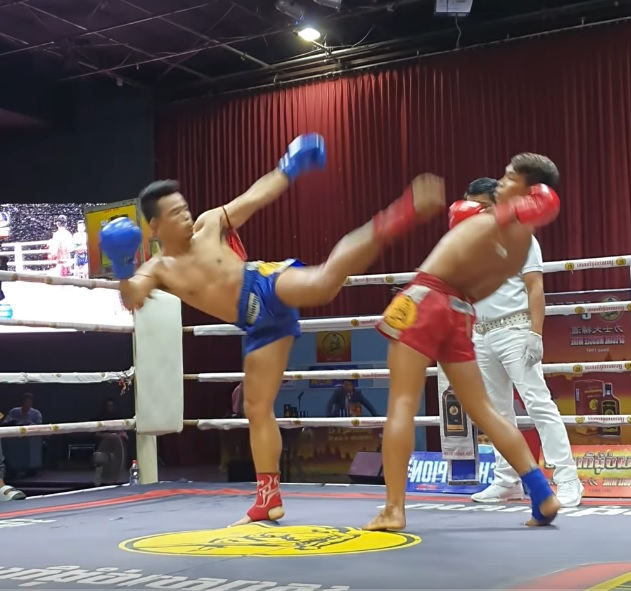
Đòn cao và né trong trận quyền thuật Khmer
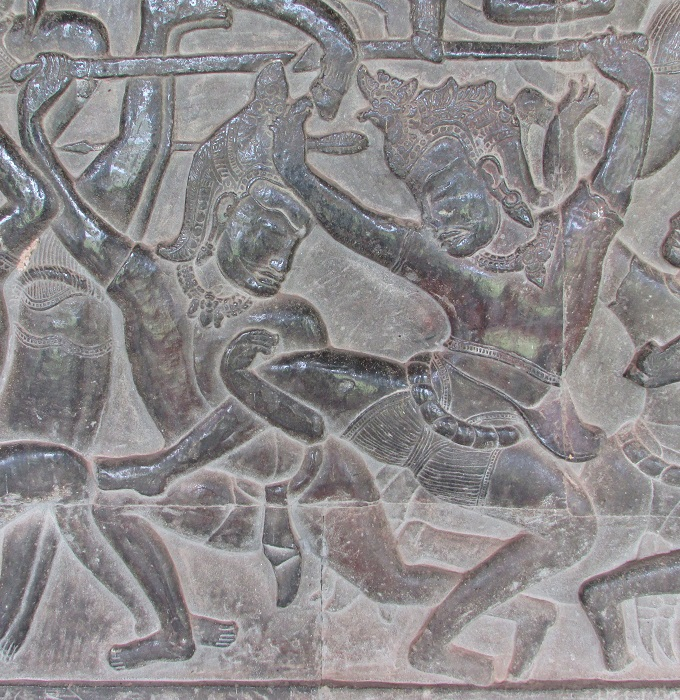
Vách phù điêu chặn một cú đá
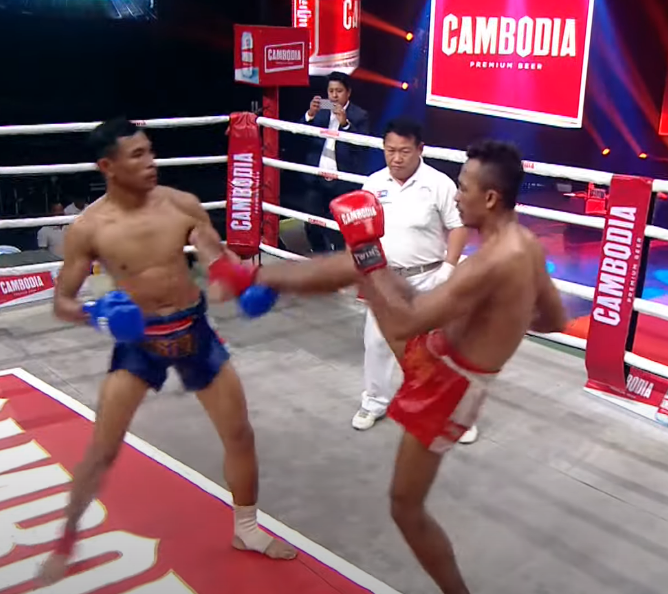
Chặn một cú đá trong trận đấu quyền thuật Campuchia
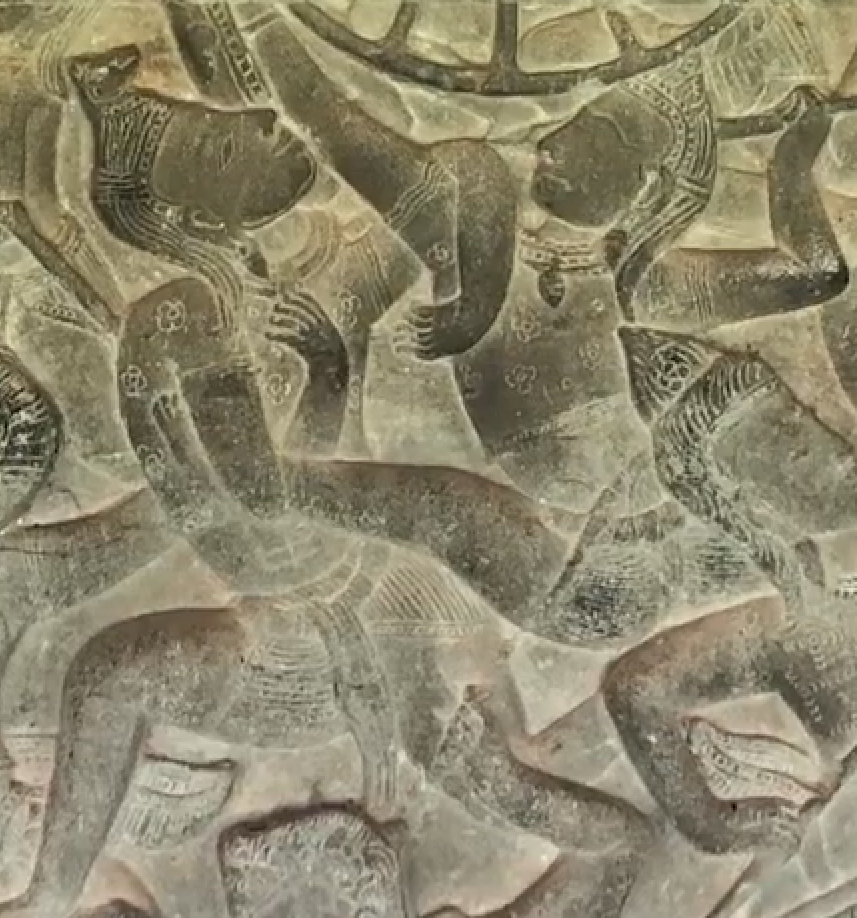
Tấn công khuỷu tay và chặn một cú đá. Vách phù điêu tại đền Angkor Wat (1100)
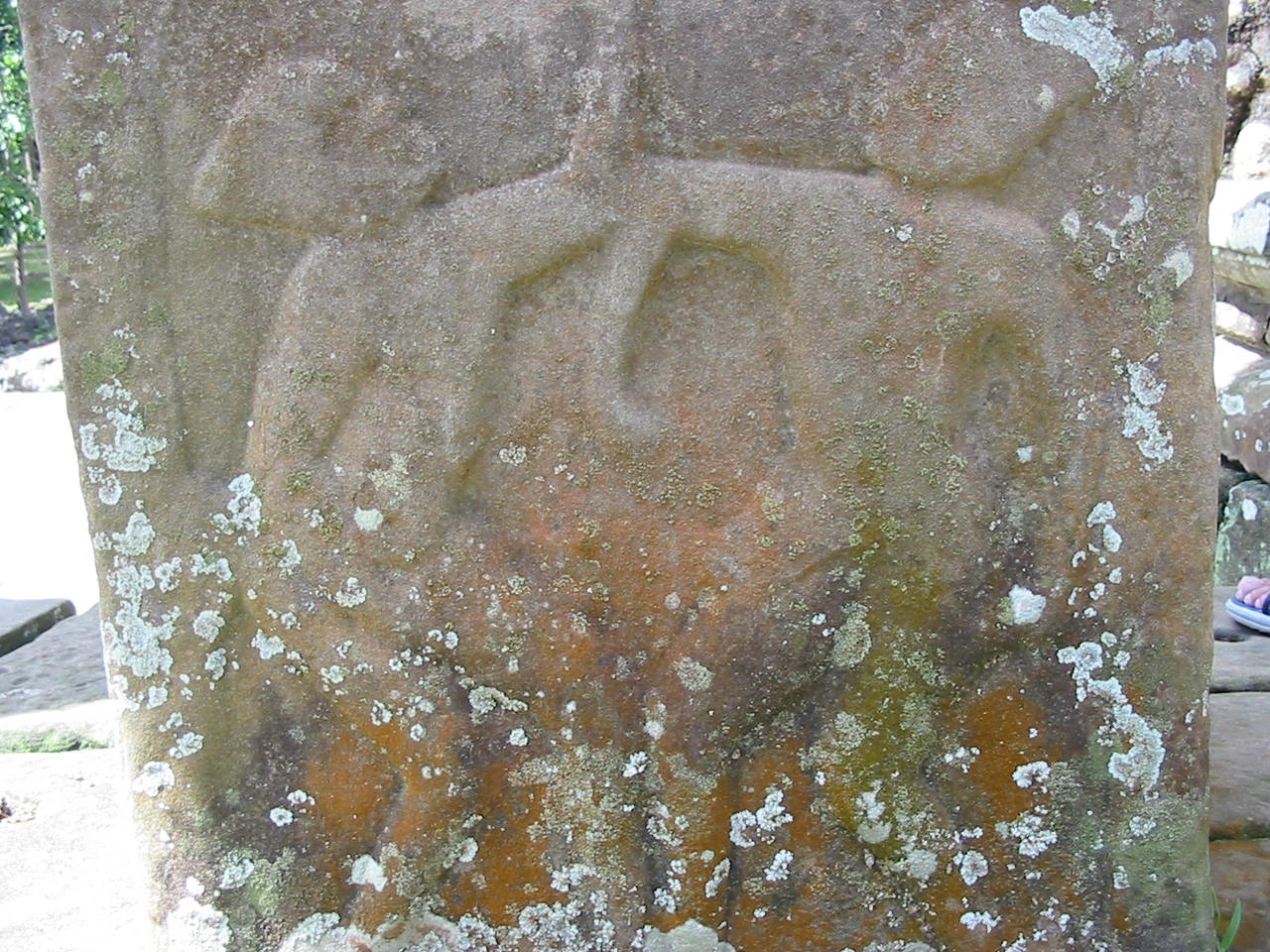
Vách phù điêu từ các cột lối vào của Bayon tấn công khuỷu tay
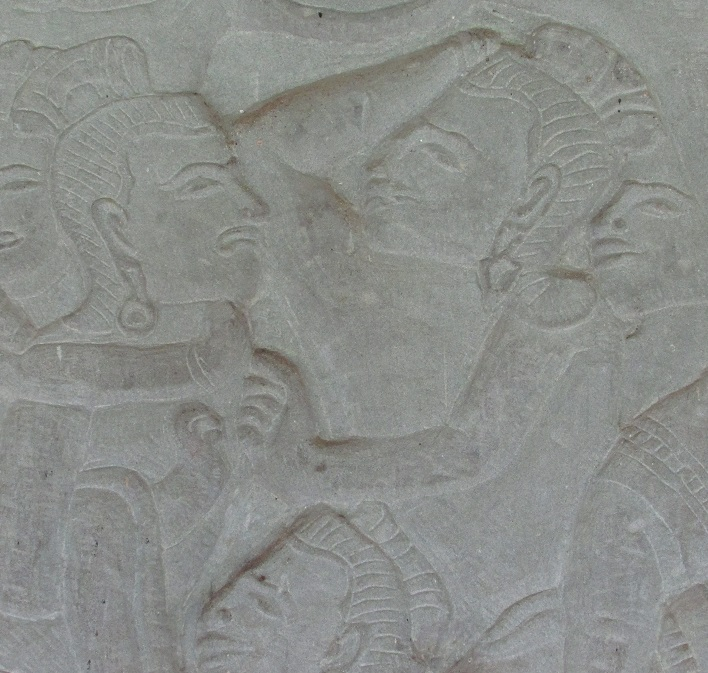
Đòn cùi chỏ trong võ thuật Khmer
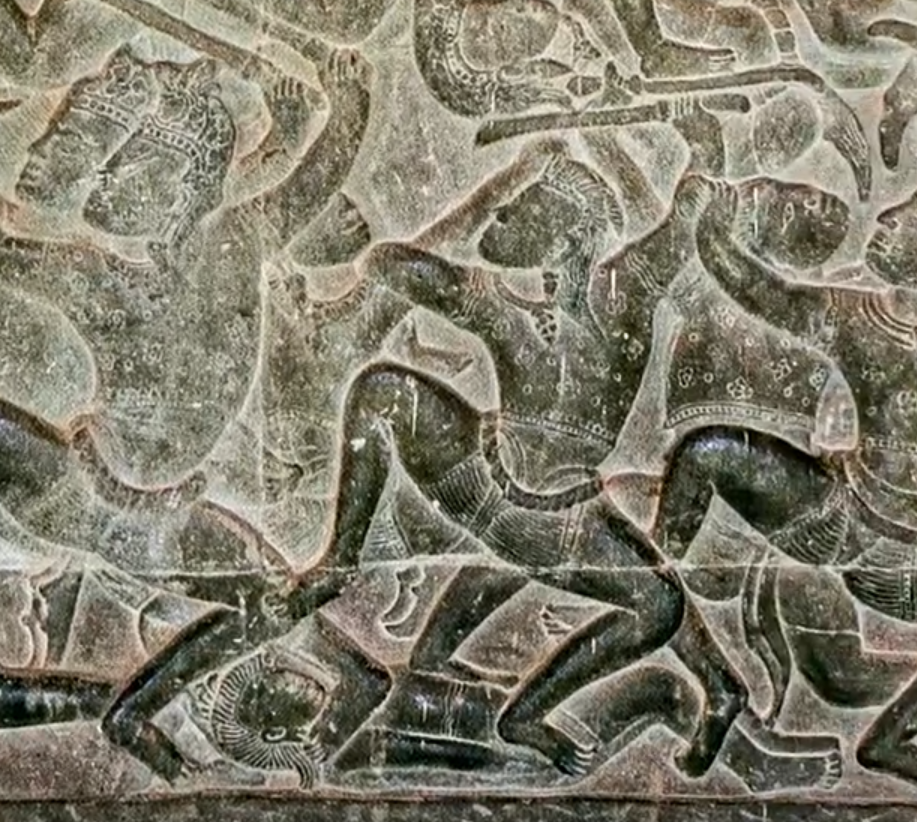
Khuỷu tay vào hàm và đầu gối tấn công. Vách phù điêu tại đền Angkor Wat (1100)
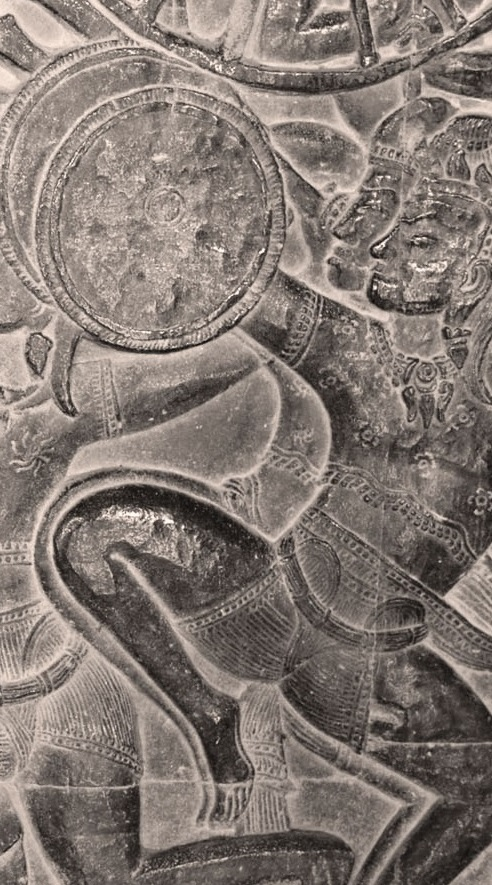
Kỹ thuật đầu gối tại đền Angkor Wat (1100)
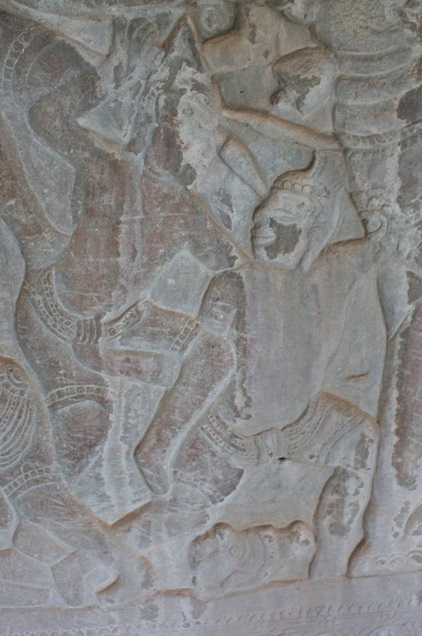
Kỹ thuật lên đầu gối và khuỷu tay được sử dụng trong võ thuật Khmer.
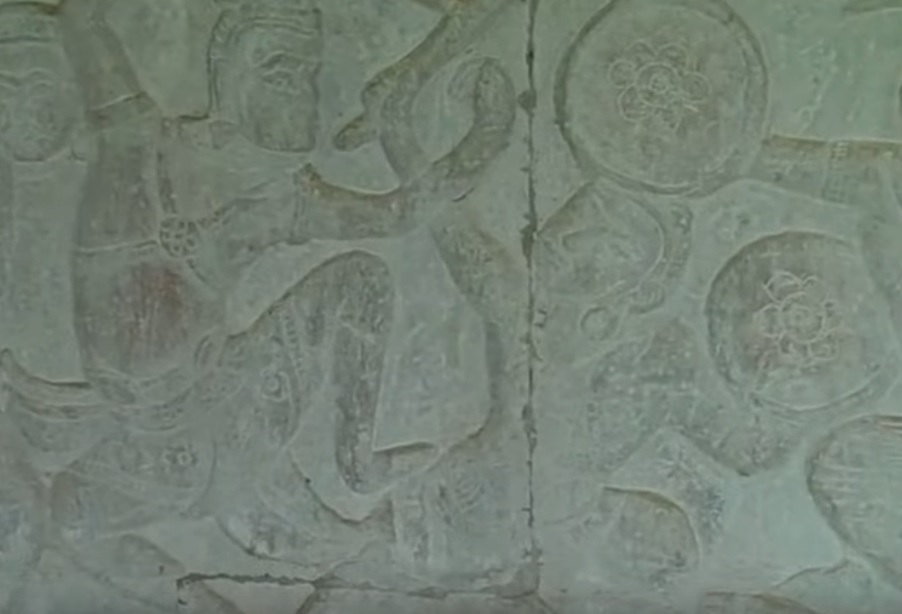
Tấn công đầu gối và đấm. Vách phù điêu tại đền Angkor Wat (1100)
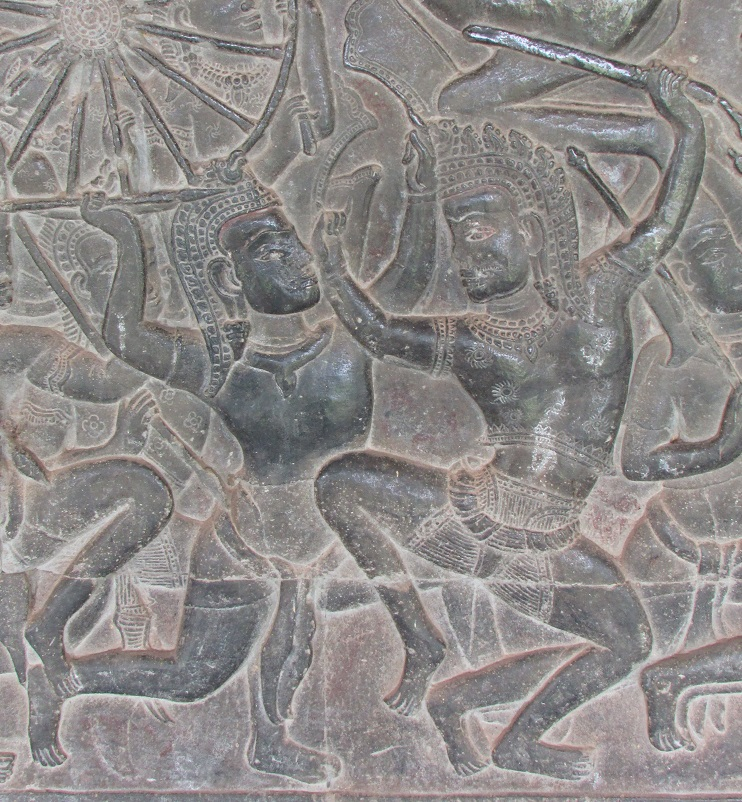
Đòn đánh bằng đầu gối và đường trên
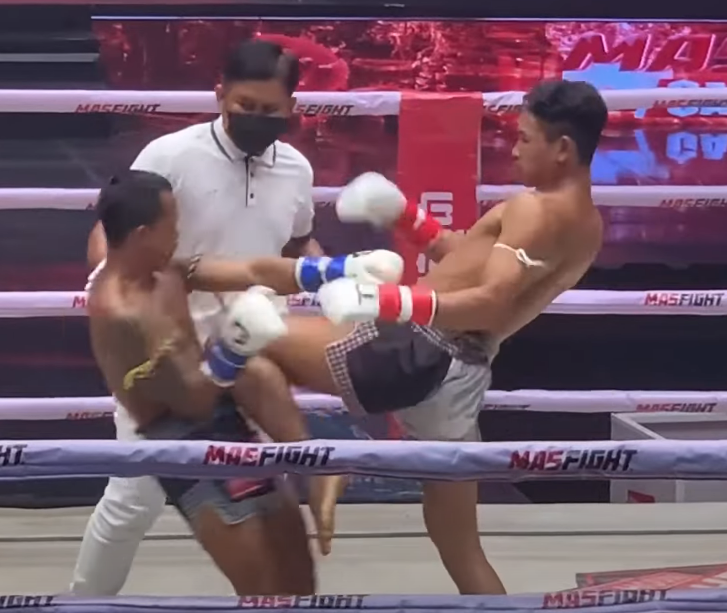
Một cú đánh đầu gối trong một trận đấu
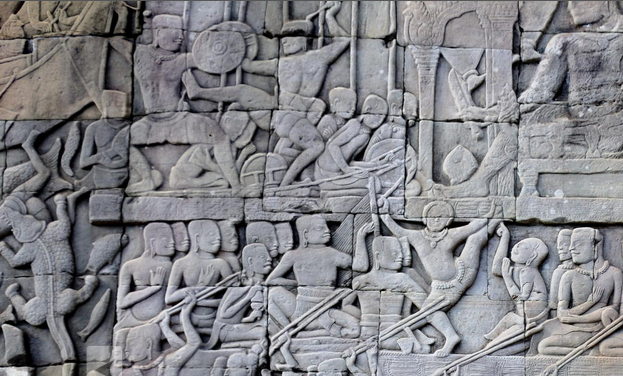
Vách phù điêu ở đền Bayon (thế kỷ thứ 12-13). Ở góc trên bên trái, một võ sĩ sử dụng cú đá thọc vào đối thủ. Ở góc dưới bên phải, một võ sĩ biểu diễn một cú đá cao